# Sarah Hinlicky Wilson
Sarah Ellen Hinlicky Wilson (* 1970er Jahre in den Vereinigten Staaten von Amerika) ist eine US-amerikanische lutherische Theologin, Pastorin, Schriftstellerin und Podcasterin.

## Leben

### Kindheit und Ausbildung
Sarah Hinlicky Wilson wuchs in New York und New Jersey auf. Nach dem Abschluss der High School, mit 17 Jahren, zog die Familie in die Slowakei, in die Kleinstadt Svätý Jur. Dies war ein Jahr nach der Auflösung der Tschechoslowakei. Über diesen Aufenthalt verfasste sie später ein Buch. Ein Jahr später ging sie allein – vor ihren Eltern, die insgesamt sechs Jahre dort blieben – zurück in die USA, um am Lenoir-Rhyne College Theologie und Philosophie (B.A.) zu studieren. Kurze Zeit später studierte sie weiter am Princeton Theological Seminary, wo sie im Jahr 2003 ihren Master absolvierte und 2008 anschließend mit einer Dissertation über die Rolle der Frau in der Kirche in der Theologie Élisabeth Behr-Sigels promovierte.

### Werdegang
Im Jahr 2003 hatte sie ihren Mann Andrew geheiratet. Außerdem wurde sie zur Pastorin ordiniert und wirkte an einer Gemeinde in Trenton, New Jersey, die zur Slovak Zion Synod, Teil der Evangelical Lutheran Church in America, gehört.
Nach Abschluss der Promotion siedelte sie mit ihrem Ehemann und dem gemeinsamen Sohn nach Frankreich über. Dort arbeitete sie bis 2016 in Strasbourg am Institut für Ökumenische Forschung. Seit 2009 gab sie über einen Zeitraum von 15 Jahren jährlich einen zweiwöchigen Kurs zu Luthers Theologie mit dem Theologen Theodor Dieter am LWB-Zentrum in Wittenberg.
Mit Andrew unternahm sie 2010 eine Pilgerreise von Erfurt nach Rom, bei der sie Martin Luthers Romreise frei nachfolgten. Andrew L. Wilson verarbeitete die Erfahrungen in dem Buch Here I Walk: A Thousand Miles on Foot to Rome with Martin Luther, zu dem Sarah das Nachwort beisteuerte.
Aus Frankreich (Hinlicky Wilson blieb jedoch weiterhin bis 2024 Visiting Professor am Institut) ging die Familie nach St. Paul, Minnesota, wo sie seit Juli 2016 genau zwei Jahre verbrachten. In dieser Zeit entstand das Buch über den Aufenthalt in der Slowakei mit dem Titel I Am a Brave Bridge. An American Girl's Hilarious and Heartbreaking Year in the Fledgling Republic of Slovakia.
Folgend verlegte die Familie ihren Wohnsitz nach Japan. In Tokyo wirkt sie in ihrer heutigen Tätigkeit als Associate Pastor in einer Gemeinde der Japan Evangelical Lutheran Church (JELC). Im Jahr 2020 gründete Hinlicky Wilson den Verlag Thornbush Press, über den sie überwiegend eigene Werke veröffentlicht hat.
Von 2007 bis 2018 war sie Herausgeberin der Zeitschrift Lutheran Forum. Daneben publizierte sie in verschiedenen Magazinen. Dazu gehören an ein breites Publikum gerichtete Zeitschriften, darunter: First Things (hier hatte sie nach ihrem ersten Abschluss ein Jahr gearbeitet), Christianity Today, The Christian Century und Books & Culture, und auch wissenschaftliche Magazine wie: Pro Ecclesia, Pneuma, Lutheran Quarterly und das Concordia Journal.
Sie gehört zum Affiliated Faculty der Johannelund School of Theology im schwedischen Uppsala und war Beraterin beim Lutherisch-pfingstkirchlichen Dialog des Lutherischen Weltbunds, der von 2016 bis 2022 über mehrere Tagungen geführt wurde.

### Privates
Von der Seite ihres Vaters, Paul R. Hinlicky, besitzt Hinlicky Wilson slowakische Wurzeln. Dessen Vorfahren waren im 19. Jahrhundert nach Amerika ausgewandert. Mit ihm, ebenfalls Theologe, Pastor und Professor am Roanoke College, betreibt sie den gemeinsamen Podcast Queen of the Sciences. Darüber hinaus veröffentlicht sie Kurzgeschichten im Podcastformat Sarah Hinlicky Wilson Stories.
Hinlicky Wilson lebt in Tokyo und ist mit dem Kirchenhistoriker Andrew L. Wilson verheiratet, der Professor am Japan Lutheran College ist. Das Paar hat einen Sohn.

## Veröffentlichungen (Auswahl)
Sachbücher
- Woman, Women, and the Priesthood in the Trinitarian Theology of Elisabeth Behr-Sigel. Bloomsbury Publishing, London 2013, ISBN 978-0567061102.
- A guide to Pentecostal movements for Lutherans. Vorwort von Jean-Daniel Plüss, Wipf & Stock Publishers, Eugene, Oregon 2016, ISBN 978-1498289870.
- 超越五百年的影響力：馬丁路德今天仍舊說話 (Explorations in Martin Luther’s Theology). Übersetzung durch Yuan-Wei Liao and Yu-Qin Wei, Taosheng Publishing House, Taipei 2017, ISBN 978-9864001804.
- I Am a Brave Bridge. An American Girl's Hilarious and Heartbreaking Year in the Fledgling Republic of Slovakia. Thornbush Press, Tokyo 2021, ISBN 978-1736013601.[3][1]
- To Baptize or Not to Baptize. A Practical Guide for Clergy. Thornbush Press, Tokyo 2021, ISBN 978-1737261100.[24][25]

Herausgeberschaften
- mit Michael Plekon (Hrsg.): Discerning the signs of the times. The vision of Elisabeth Behr-Sigel. St. Vladimir's Seminary Press, Crestwood, N.Y 2001, ISBN 978-0881412185.
- mit Samuel Yonas Deressa (Hrsg.): The Life, Works, and Witness of Tsehay Tolessa and Gudina Tumsa, the Ethiopian Bonhoeffer. Fortress Press, Philadelphia (Pennsylvania) 2017, ISBN 978-1506418483.
- mit Aikaterinē Pekridu (Hrsg.): A communion of faith and love. Elisabeth Behr-Sigel's ecclesiology. World Council of Churches, Geneva 2017, ISBN 978-2825416884.
- mit James B. Vigen (Hrsg.): Nenilava, Prophetess of Madagascar: Her Life and the Ongoing Revival She Inspired. Pickwick Publications, Eugene, Oregon 2021, ISBN 978-1725273276.

Fiktion
- Pearly Gates. Parables from the Final Threshold. Thornbush Press, Tokyo 2020 ISBN 978-1735230030.
- A-Tumblin' Down. Thornbush Press, Tokyo 2022, ISBN 978-1737261148.
- Protons and Fleurons. Twenty-Two Elements of Fiction. Thornbush Press, Tokyo 2022, ISBN 9781736013649.

Weiteres
- Lutheranism in Ecumenical Dialogue. In: Alberto Melloni (Hrsg.). Martin Luther. A Christian between Reforms and Modernity (1517–2017). Volume 2. De Gruyter, Berlin/Boston 2017, ISBN 978-3-11-050101-8, S. 843–859.
  - dt.: Luthertum im ökumenischen Dialog. In: Alberto Melloni (Hrsg.). Martin Luther. Ein Christ zwischen Reformen und Moderne (1517–2017). Teilband 2. De Gruyter, Berlin 2017, ISBN 978-3-11-050100-1, S. 881–899.